# Padang Manis (Kaur Utara)
Padang Manis is een bestuurslaag in het regentschap Kaur van de provincie Bengkulu, Indonesië. Padang Manis telt 493 inwoners (volkstelling 2010).